# 싱가포르 교통부
싱가포르 교통부(Ministry of Transport, MOT, 말레이어: Kementerian Pengangkutan, 중국어: 交通部, 타밀어: போக்குவரத்து அமைச்சு)는 싱가포르 정부의 부처로, 싱가포르의 육상, 해상 및 항공 운송에 대한 관리 및 규제를 담당한다.

## 역사
교통부는 2001년 11월 23일 당시 통신정보기술부로부터 구성되었다. 이전의 정보 기술 및 통신 포트폴리오는 당시 정보 통신 예술부(현재의 통신 정보부)로 이전되었다.